# Boublon
Le Boublon est une rivière française qui coule dans le département de l'Allier. C'est un affluent de la Bouble en rive droite, donc un sous-affluent de la Loire par la Bouble puis par la Sioule, et enfin par l'Allier.

## Géographie
Le Boublon prend naissance sur le territoire de la commune de Bellenaves. Il se dirige grosso modo vers le nord-est, direction qu'il ne quitte pas jusqu'à la fin de son parcours de plus ou moins 17 kilomètres. Il se jette dans la Bouble en rive droite à Chareil-Cintrat, légèrement en amont du château de Blanzat, à une dizaine de kilomètres en amont du confluent de cette dernière avec la Sioule.

## Affluent
- Le Lagées

## Communes traversées
Le Boublon traverse ou longe les communes suivantes, d'amont en aval :
- Bellenaves, Taxat-Senat, Chezelle, Ussel-d'Allier, Fourilles et Chareil-Cintrat, toutes situées dans le département de l'Allier.

## Hydrologie
Le Boublon est une rivière très irrégulière, à l'instar de ses voisines de la région du Bocage bourbonnais. Son débit a été observé sur une période de 42 ans (1967-2008), à Fourilles, localité du département de l'Allier située peu avant son confluent avec la Bouble. La surface ainsi observée est de 71,4 km2, soit la quasi-totalité du bassin versant de la rivière.
Le module de la rivière à Fourilles est de 0,297 m3/s.
Le Boublon présente des fluctuations saisonnières de débit bien marquées. Les hautes eaux se déroulent en hiver et au printemps, et se caractérisent par des débits mensuels moyens allant de 0,343 à 0,539 m3/s, de décembre à mai inclus (avec un maximum en février). Au
mois de juin, le débit baisse rapidement ce qui mène directement aux basses eaux d'été qui ont lieu de juillet à octobre inclus, entraînant une  baisse du débit mensuel moyen jusqu'à 0,107 m3 au mois de septembre. Mais ces moyennes mensuelles ne sont que des moyennes et cachent des fluctuations bien plus prononcées sur de courtes périodes ou selon les années.
Aux étiages, le VCN3 peut chuter jusque 0,002 m3/s (deux litres), en cas de période quinquennale sèche, ce qui est très sévère, le cours d'eau étant alors réduit à quelques filets d'eau. Mais ce fait est fréquent parmi les rivières de la région coulant sur le vieux socle primaire peu perméable.
Les crues peuvent être très importantes, du moins compte tenu de la petitesse du bassin versant. Les QIX 2 et QIX 5 valent respectivement 6,6 et 11 m3/s. Le QIX 10 est de 15 m3/s, le QIX 20 de 18 m3, tandis que le QIX 50 se monte à 22 m3/s.
Le débit instantané maximal enregistré à Fourilles a été de 26,6 m3/s le 21 mai 1983, tandis que la valeur journalière maximale était de 15,7 m3/s le même jour. En comparant la première de ces valeurs à l'échelle des QIX de la rivière, il apparaît que cette crue était plus élevée que la crue cinquantennale définie par le QIX 50, et donc très exceptionnelle.
Le Boublon est une rivière fort peu abondante. La lame d'eau écoulée dans son bassin versant est de 132 millimètres annuellement, ce qui est largement inférieur à la moyenne d'ensemble de la France (plus ou moins 320 millimètres), et aussi à la moyenne du bassin de la Loire (245 millimètres). Le débit spécifique (ou Qsp) atteint 4,2 litres par seconde et par kilomètre carré de bassin.